# No Strings Attached (álbum de 'N Sync)
No Strings Attached é o segundo álbum de estúdio da boy band americana NSYNC, lançado em 21 de março de 2000 pela gravadora Jive Records. A músicas desse álbum incorpora o estilo pop e o estilo R&B.
Antes do lançamento do álbum, NSYNC teria se separado de sua gravadora RCA Records e de seu empresário. Depois de uma grande batalha contra seu empresário e a gravadora, o NSYNC conseguiu lançar o álbum. O título do álbum é uma brincadeira com a ideia da independência do controle corporativo. Contribuições para a produção do álbum veio de uma ampla gama de produtores, incluindo os membros do grupo Justin Timberlake e JC Chasez e novos colaboradores Kristian Lundin, Jake Schulze, Rami Yacoub, Teddy Riley, Kevin "She'kspere" Briggs, Richard Marx, Veit Renn, Babyface, e Guy Roche. Também há uma participação da cantora  Lisa Left Eye Lopes, integrante do grupo TLC, na faixa Space Cowboy.
Depois de vários atrasos devido a batalhas judiciais, No Strings Attached foi recebido com críticas geralmente favoráveis dos críticos da música. O álbum estreou no topo da Billboard 200 com vendas na primeira semana de 2,4 milhões de cópias e estabelecendo um recorde de vendas de uma semana no país, um recorde que durou cerca de 15 anos, até que Adele superou o seu recorde de vendas na primeira semana em 2015 com seu terceiro álbum de estúdio 25. Quatro singles foram lançados do álbum. Seu primeiro single Bye Bye Bye é o maior sucesso do álbum e a melhor canção da carreira da banda.
A banda promoveu o álbum com a No Strings Attached Tour, sendo uma das turnês de maior bilheteria do ano.

## Antecedentes
O título do álbum alude a bonecos e a ideia de independência que o NSYNC ganhou após uma batalha legal entre a sua gestão até então. NSYNC foi assinado pela Trans Continental Management para o Bertelsmann Music Group (BMG) na Alemanha, devido a um acordo preexistente, e seus direitos de distribuição nos Estados Unidos foram automaticamente adquiridos pela RCA. Em 1999, a NSYNC processou a Trans Continental e o financista Louis J. Pearlman , devido a práticas corporativas ilícitas. Eles citaram que Pearlman estava defraudando o grupo, que, segundo a MTV era mais de cinquenta por cento de seus ganhos, em vez de sua promessa de receber apenas um sexto dos lucros. A banda, cujo álbum de estreia auto-intitulado e seu rápido acompanhamento teve sucesso comercial, insistiu "eles não viram o suficiente dos lucros" que eles haviam gerado com a venda de oito milhões de álbuns nos Estados Unidos.  Em 12 de outubro de 1999, a Trans Continental, juntamente com a controladora da RCA, BMG Entertainment, ajuizou uma ação de US$ 195 milhões em um tribunal federal para barrar a transferência do NSYNC para Jive e de realizar ou registrar sob seu nome atual qualquer tipo de lançamento ou produto, e também forçar NSYNC para retornar as fitas demo gravadas em 1999 na preparação de seu segundo álbum. Com um acordo não revelado em 2001, a NSYNC finalmente cortou seu contrato com a Trans Continental e trocou de selo da RCA Records para a Jive Records, que libera seus contemporâneos como os Backstreet Boys e Britney Spears.
O título do álbum é semelhante ao dos Backstreet Boys, que também teve disputas legais com Pearlman, que concluíram um acordo em outubro de 1998 que não foi divulgado. Os Backstreet Boys "tiraram uma foto" de Pearlman, titulando o seu álbum de Black & Blue (2000). Enquanto isso, o título No Strings Attached foi anunciado em setembro de 1999, quando a batalha legal ainda estava em andamento. Chris Kirkpatrick , membro do NSYNC , revelou que o título e a capa do álbum têm um significado pessoal para eles. Segundo ele, o álbum foi projetado para mostrar que eles sentiram que eram fantoches encalhados em cordas, o que alude ao seu destino sendo controlado. Em uma entrevista, ele explicou ainda mais a relação das cordas com o álbum:
Nós gostamos de trabalhar nesse álbum com os produtores, e as únicas razões pelas quais as cordas ainda estão anexadas no álbum são para que as pessoas possam ter toda a sensação da vibração do No Strings Attached. É o que queremos dizer com as cordas, então elas entenderão que não somos fantoches.

## Gravação e produção

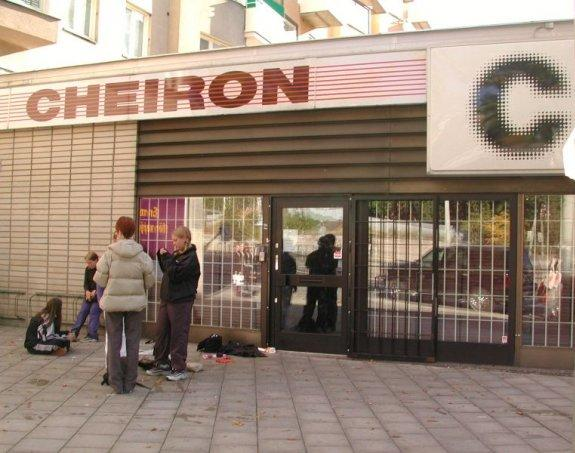
Alguns dos compositores e produtores do álbum, incluindo Max Martin, vieram da Cheiron Studios (foto) em Estocolmo, na Suécia.

Enquanto o processo legal estava em andamento, NSYNC continuou gravando músicas para o álbum. Apesar da troca de gravadora da banda, ela ainda manteve seu gerente e mentor da Trans Continental, Johnny Wright. Com a Jive, a banda foi apresentada ao produtor musical americano Teddy Riley, que iria refazer a música "Just Got Paid" de Johnny Kemp de 1988, e Kevin "She'kspere" Briggs, que produziu "It Makes Me Ill" para o álbum. Uma das sessões de gravação do álbum aconteceu em um pequeno estúdio em Burbank. A balada "That's When I'll Stop Loving You" escrita por Diane Warren foi gravada e produzida no mesmo pelo produtor francês Guy Roche.
Assim, NSYNC insistiu que eles escolhessem produtores e compositores para o álbum. Em No Strings Attached, a banda contratou compositores e produtores suecos e alemães, que produziram canções para os Backstreet Boys. Além de conseguir o álbum número um nos charts, eles queriam distinguir sua música que estava em sintonia com os estilos dos Backstreet Boys, tendo compartilhado os mesmos produtores. Para essa direção, eles disseram à equipe sueca da Cheiron Studios para mudar a melodia da banda. Wright relembra: "Nós basicamente dissemos a eles: 'Nós gostamos de seus conceitos para as músicas e amamos o jeito que você produz. Mas você terá que fazer isso de uma maneira diferente, de modo que esteja de acordo com a forma como queremos que nosso som seja." Esta direção resultou em canções mais difíceis, como "Bye Bye Bye", cuja produção foi tratada pela equipe sueca. Max Martin, que também veio de Cheiron e era conhecido por produzir músicas para os companheiros de gravadora do NSYNC, também contribuiu para o álbum co-escrevendo e produzindo o single "It's Gonna Be Me".
Apesar da nova direção que a banda queria seguir, o processo de gravação inicial encontrou alguns produtores e escritores enviando faixas que estavam "na veia do som anterior e mais suave do NSYNC".  A banda achava que, se os colaboradores não conseguissem produzir o que procuravam, eles mesmos o encontrariam. Isso resultou em alguns membros da banda contribuindo para várias faixas do álbum. Em canções específicas, o compositor e produtor Veit Renn colaborou com o membro da banda JC Chasez, co-autor da faixa título do álbum e de outras três músicas. Enquanto isso, Justin Timberlake ajudou e produziu a faixa do álbum "I'll Be Good for You". Por fim, outra música que fez o disco foi "Digital Get Down", uma música sobre sexo por videofone que a TV Guide descreveu como R-rated.

## Lista de faixas
| Edição dos Estados Unidos |                                    |         |  |
| N.º                       | Título                             | Duração |  |
| 1.                        | "Bye Bye Bye"                      | 3:20    |  |
| 2.                        | "It's Gonna Be Me"                 | 3:12    |  |
| 3.                        | "Space Cowboy (Yippie-Yi-Yay)"     | 4:23    |  |
| 4.                        | "Just Got Paid"                    | 4:10    |  |
| 5.                        | "It Makes Me Ill"                  | 3:27    |  |
| 6.                        | "This I Promise You"               | 4:44    |  |
| 7.                        | "No Strings Attached"              | 3:50    |  |
| 8.                        | "Digital Get Down"                 | 4:23    |  |
| 9.                        | "Bringin' da Noise"                | 3:32    |  |
| 10.                       | "That's When I'll Stop Loving You" | 4:51    |  |
| 11.                       | "I'll Be Good for You"             | 3:56    |  |
| 12.                       | "I Thought She Knew"               | 3:22    |  |
| Duração total:            | Duração total:                     | 47:10   |  |